# Banda musicale del Corpo nazionale dei vigili del fuoco
La Banda musicale del Corpo nazionale dei vigili del fuoco è il corpo bandistico musicale ufficiale del Corpo nazionale dei vigili del fuoco italiani.

## Storia
Le origini della Banda risalgono alla fondazione del Corpo Nazionale dei vigili del fuoco, avvenuta il 27 febbraio 1939, quando venne istituita come fanfara militare al servizio del neonato ente. Per molti anni rimase un corpo musicale operativo prevalentemente durante giuramenti, parate o cerimonie interne.
Un’importante svolta si ebbe nel 2017, quando venne bandito il primo concorso nazionale per la selezione di trenta musicisti diplomati. Nasceva così ufficialmente, nel delicato momento in cui fu massimo l’impegno profuso a causa dei tragici eventi legati al sisma dell’Italia centrale del 2016, la Banda musicale del Corpo, con statuto sinfonico e riconoscimento nazionale.
Dal 2008 la direzione musicale è affidata al maestro Donato di Martile, che ha guidato la trasformazione del complesso verso un repertorio professionale e l’apertura alla scena concertistica italiana.

## Repertorio
Il complesso è in grado di affrontare sia repertori bandistici tradizionali che trascrizioni sinfoniche complesse, con particolare attenzione all’equilibrio timbrico e alla cura degli impasti sonori. Grazie a questa impostazione musicale, la Banda è in grado di affrontare un ampio ventaglio di generi: dalle marce cerimoniali agli inni nazionali, dalle ouverture d’opera al repertorio lirico e sinfonico, fino alle colonne sonore cinematografiche e ai brani di musica leggera arrangiati per grande banda.

## Attività e partecipazioni
La Banda musicale partecipa regolarmente a manifestazioni ufficiali, celebrazioni religiose, eventi commemorativi e rassegne concertistiche in tutta Italia, rappresentando il Corpo in contesti istituzionali e culturali.
Tra le principali ricorrenze in cui è coinvolta vi è la parata del 2 giugno ai Fori Imperiali di Roma, in occasione della Festa della Repubblica. In tale contesto, la Banda apre la sfilata del Corpo con un ampio drappo tricolore e l’esecuzione di brani patriottici. Allo stesso modo, è tradizionalmente presente alla festa di Santa Barbara, patrona del Corpo, celebrata il 4 dicembre con funzioni religiose solenni, cerimonie in caserma e concerti commemorativi.
Negli ultimi anni, la Banda ha preso parte a numerosi concerti istituzionali presso teatri, auditorium e piazze italiane. Tra le sedi più prestigiose si ricordano:
- il Teatro Carlo Felice di Genova;[7]
- il Palazzo Ducale di Urbino;[8]
- il Mascagni Festival di Livorno, dove ha eseguito un programma di brani veristi e celebri pagine del repertorio lirico italiano.[9]

La Banda è inoltre spesso protagonista di eventi benefici e iniziative commemorative a carattere civile e culturale, come nel caso del Concerto per la Rinascita del 2021, trasmesso da Vigilfuoco.tv e realizzato con la partecipazione del tenore Francesco Grollo.
Oltre ai concerti dal vivo, la Banda ha partecipato a eventi televisivi e celebrazioni nazionali, come la trasmissione della Rai Cavalli di battaglia condotta da Gigi Proietti, rafforzando il proprio ruolo di ambasciatrice culturale del Corpo, e a grandi eventi religiosi come il Giubileo straordinario della misericordia del 2016 e il Giubileo del 2025.

## Organico
L’organico della Banda musicale del Corpo Nazionale dei Vigili del Fuoco è composto da 45 musicisti professionisti, tutti regolarmente inquadrati come vigili del fuoco operativi attivi nei comandi provinciali del territorio nazionale.
I componenti sono tutti diplomati presso i principali conservatori italiani e possiedono una formazione musicale altamente specializzata.

### Direttori
- Antonio Barbagallo (1996-2000), oggi direttore della banda musicale della Marina Militare italiana.
- Donato di Martile (dal 2008).

### Uniforme
Durante le cerimonie ufficiali e i concerti istituzionali, la Banda musicale del Corpo Nazionale dei Vigili del Fuoco indossa la divisa storica da cerimonia del Corpo, composta da giubba nera con bottoni dorati, pantalone con banda rossa laterale, cordoni e mostrine, copricapo rigido con fregio dorato e fiamma tricolore. Si tratta della medesima uniforme d’onore impiegata dai reparti speciali dei Vigili del Fuoco nelle cerimonie solenni.